# Eugen Curti
Eugen Curti (auch Eugen Curti-Forrer, geboren 14. Februar 1865 in St. Gallen; gestorben 5. Februar 1951 in Zürich) war ein Schweizer Jurist und Politiker.

## Leben
Eugen Curti war ein Sohn des Mediziners und Politikers Ferdinand Curti (1836–1921). Er heiratete 1895 Johanna Forrer (1876–1916), Tochter des Politikers Ludwig Forrer, und in zweiter Ehe 1921 Barbara Elisa Fahrner (1883–1943). Sein Sohn Eugen Curti (1927–2016) wurde ebenfalls Jurist.

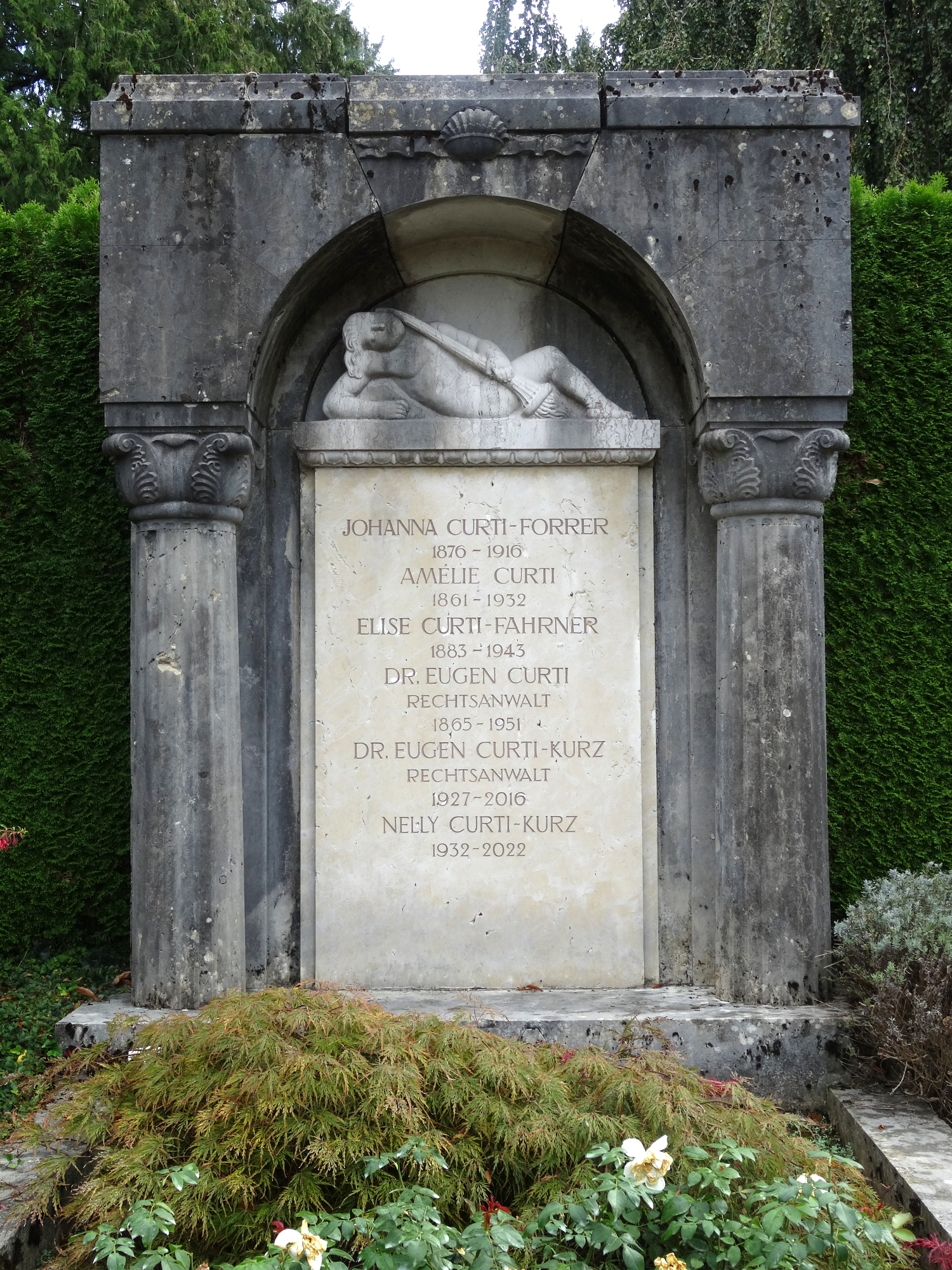
Grab, Friedhof Enzenbühl, Zürich

Curti besuchte das Gymnasium in St. Gallen und studierte Jura in Leipzig, München und Bern, wo er 1888 promoviert wurde. Seine Dissertation wurde 1879 unter dem Titel Der Staatsvertrag zwischen der Schweiz und Frankreich betreffend den Gerichtsstand und die Urtheilsvollziehung vom 15. Juni 1869 in Zürich veröffentlicht. Er begann als 1888 als Substitut und Associé bei seinem Schwiegervater und eröffnete 1900 ein eigenes Anwaltsbüro in Zürich. 1896/97 leistete er Wehrdienst und wurde 1906 als Reservist zum Oberstleutnant befördert. Für die Demokratische Partei (DP) wurde er 1895 Abgeordneter im Grossen Stadtrat von Winterthur und von 1908 bis 1916 in Zürich. Von 1899 bis 1902 hatte er ein Mandat im Zürcher Kantonsrat.
Curti war ab 1901 bis 1941 Mitglied des Kassationsgerichts und von 1913 bis 1935 dessen Präsident. Er gab ab 1901 eine vierbändige Zusammenfassung der Bundesgerichtsurteile heraus. 1904 war er Mitbegründer der Schweizerischen Juristen-Zeitung (SJZ). Er war 1911 Autor des ersten Kommentars zum ZGB.
1920 gehörte er zu den Gegnern eines Völkerbund-Beitritts der Schweiz und wurde 1921 Mitbegründer und Präsident des Volksbunds für die Unabhängigkeit der Schweiz. Curti trat später aus der den deutschen Nationalsozialisten nahe gerückten Partei wieder aus und wurde politischer Gegner der faschistischen Frontenbewegung. Er übernahm 1936 als Strafverteidiger das Mandat des Gustloff-Attentäters David Frankfurter, ihm assistierte Veit Wyler.
Eugen Curti fand seine letzte Ruhestätte auf dem Friedhof Enzenbühl in Zürich.

## Schriften (Auswahl)
- Sämtliche Entscheidungen des schweizerischen Bundesgerichts (Band I–XXIV der amtlichen Sammlung) in abgekürzter Fassung und nach Materien geordnet, Verlag Schulthess, Zürich 1904.
- Schweizerisches Zivilgesetzbuch, Verlag Schulthess, Zürich 1911.
- Dokumentensammlung über die Entrechtung, Ächtung und Vernichtung der Juden in Deutschland seit der Regierung Adolf Hitler., 1936